# San Martín, Ixtepec
San Martín är en ort i Mexiko.   Den ligger i kommunen Ixtepec och delstaten Puebla, i den sydöstra delen av landet, 170 km öster om huvudstaden Mexico City. San Martín ligger 950 meter över havet och antalet invånare är 683.
Terrängen runt San Martín är kuperad åt nordväst, men åt sydost är den bergig. Terrängen runt San Martín sluttar norrut. Runt San Martín är det ganska glesbefolkat, med 43 invånare per kvadratkilometer. Närmaste större samhälle är Olintla, 11,3 km norr om San Martín. I omgivningarna runt San Martín växer huvudsakligen savannskog.